# Open de Toulouse 2012
Het ALLIANZ Gold Open de Toulouse Metropole werd in 2012 gespeeld van 20-23 september. Het golftoernooi maakte deel uit van de Europese Challenge Tour.

## Verslag
De par van de baan is 71.

#### Ronde 1
Matteo Delpodio, Alexandre Kaleka, Daniel Vancsik, Simon Wakefield en Justin Walters deelden de leiding met een score van 65 (-6) totdat Joachim B Hansen de leiding over nam met een score van 63. Pierre Relecom en Tim Sluiter kwamen met een ronde van 67 op een gedeelde 10de plaats.

#### Ronde 2
Matteo Delpodio pakte de leiding terug met een ronde van 67, en Joachim Hansen en Simon Wakefield delen met -9 de tweede plaats. Tim Sluiter en Wil Besseling maakten 69, beiden stegen hierdoor belangrijke plaatsen.

#### Ronde 3
De 20-jarige Franse amateur Julien Brun, die speciaal voor dit toernooi uit Texas is overgekomen, heeft voor de derde keer een ronde van 67 gemaakt en kwam daarmee aan de leiding.

#### Ronde 4
Julien Brun is de 6de amateur-winnaar van de Challenge Tour ooit. Landgenoot Romain Wattel was de laatste, toen hij in 2010 het Allianz Open de Strasbourg won. Matteo Delpodio werd tweede en kreeg het prijzengeld. Door zijn overwinning mag Brun in 2013 op de Challenge Tour spelen, maar hij studeert in Texas. Voordat hij teruggaat, zal hij de Eisenhower Trophy in Turkije spelen. 

Tim Sluiter sloot het toernooi af met een mooie ronde van 67. Hij eindigde als beste Nederlander op de gedeeld 13de plaats. 
- Volledige scores

| Spelers            | Ronde 1 | Ronde 1 | Ronde 1 | Ronde 2 | Ronde 2 | Ronde 2 | Ronde 2 | Ronde 3 | Ronde 3 | Ronde 3 | Ronde 3 | Ronde 4 | Ronde 4 | Ronde 4 | Ronde 4 |
| ------------------ | ------- | ------- | ------- | ------- | ------- | ------- | ------- | ------- | ------- | ------- | ------- | ------- | ------- | ------- | ------- |
| Julien Brun (Am)   | 67      | -4      | T10     | 67      | -4      | -8      | 4       | 67      | -4      | -12     | 1       | 70      | -1      | -13     | 1       |
| Matteo Delpodio    | 65      | -6      | T2      | 67      | -4      | -10     | 1       | 70      | -1      | -11     | 2       | 70      | -1      | -12     | 2       |
| Tim Sluiter        | 67      | -4      | T10     | 69      | -2      | -6      | T5      | 75      | +4      | -2      | T41     | 67      | -4      | -6      | T13     |
| Simon Wakefield    | 65      | -6      | T2      | 68      | -3      | -9      | T2      | 71      | par     | -9      | 3       | 75      | +4      | +4      | T17     |
| Joachim B Hansen   | 63      | -8      | 1       | 70      | -1      | -9      | T2      | 72      | +1      | -8      | T4      | 76      | +5      | -3      | T21     |
| Wil Besseling      | 73      | +2      | T103    | 69      | -2      | par     | T40     | 69      | -2      | -2      | T41     | 72      | +1      | -1      | T45     |
| Pierre Relecom     | 67      | -4      | T10     | 73      | +2      | -2      | T23     | 75      | +4      | +2      | 62      | 71      | par     | +2      | 57      |
| Floris de Vries    | 73      | +2      | T103    | 70      | -1      | +1      | T51     | 71      | par     | +1      | T51     | 79      | +8      | +9      | 65      |
| Taco Remkes        | 72      | +1      | T92     | 74      | +3      | +4      | MC      |         |         |         |         |         |         |         |         |
| Guillaume Watremez | 70      | -1      | T56     | 79      | +8      | +7      | MC      |         |         |         |         |         |         |         |         |

| Leider |  | Toernooirecord |  | MC = missed cut = cut gemist |